# Los hombres también lloran
Los hombres también lloran (alternativamente titulado como La tusa, los hombres también lloran en Colombia) es una telenovela colombiana producida por Laberinto Producciones para Caracol Televisión en 2015. Es la adaptación de la película argentina No sos vos, soy yo. Esta protagonizada por Guillermo García, Carolina Gómez y Mónica Lopera.
La telenovela fue emitida y distribuida internacionalmente bajo el nombre de Los hombres también lloran en países como Venezuela, Chile, México, entre otros.

## Sinopsis
Cuenta la historia de un reconocido profesional de medicina (Javier), joven y casado con una bellísima mujer (María). Esta deslumbrante mujer, glamurosa en exceso, requiere de mucho dinero para mantener una vida de lujos. Su esposo, médico de urgencias en un hospital, no gana lo suficiente para mantener los excesivos gastos en que incurre María; por lo que seguirá en una permanente búsqueda hasta lograr una buena posición profesional y económica. Todo apuntaba a que María y Javier pronto cristalizarían sus sueños, pero el destino se encargó de darle un giro a la vida de esta pareja. No hubo tal ascenso y María frustrada busca un mejor destino fuera del país. Su esposo acepta el viaje de María, pues pronto volverían a juntarse. El día llegó para Javier y justo rumbo al aeropuerto, recibe una llamada, es María. Suena extraña, está llorando. En el camino de los problemas amorosos de Javier, veremos como él y otros hombres, abren su corazón y demuestran que ellos son débiles y que por dentro sufren por el desamor, incluso más que las mujeres.

## Reparto
- Guillermo García - Javier
- Carolina Gómez - Maria
- Mónica Lopera - Julia
- Cecilia Navia - Laura
- Andrés Castañeda - "Lucho"
- Constanza Duque - Lina
- Rodrigo Candamil - Federico
- Fernando Arévalo - Rafael
- Jairo Camargo - Eugenio
- José Restrepo - Socrates
- Juan Pablo Escobar - Gabriel
- Marcelo Dos Santos - Dr. Vicente Domínguez
- Florina Lemaitre - Estela
- Humberto Dorado - Horacio
- Tiberio Cruz - Edwin
- Marcela Benjumea - Gloria
- Kimberly Reyes - Kimberly
- Mabel Moreno - Gaby
- Ricardo Vesga - Dr. Granados
- Santiago Alarcón - Pablo
- Mariela Rivas - Teresa
- Jacques Toukhmanian
- Carolina Cuervo
- Marcela Gallego
- Adriana Campos †
- Luz Estrada "Romina"
- Pedro Pallares
- Carlos Vives "José"
- Flavia Dos Santos
- Álvaro Rodríguez
- María Luisa Flores
- Alejandra Lara
- Fabio Rubiano - "Detective"
- Catalina Londoño
- Mauricio Mejía
- Juan Pablo Barragán
- Julio Pachón - "Christian"
- Carlos Serrato
- Mónica Leyton
- Cristhian Tappan - "Edgard"
- Claudia de Hoyos
- Rafael Zea
- Alberto Barrera
- Carmenza Cossio
- Manuel Sarmiento Vallejo
- Maru Yamayusa
- Rita Bendeck

## Premios y nominaciones

### Premios TvyNovelas
| Año  | Categoría                        | Nominado       | Resultado |
| ---- | -------------------------------- | -------------- | --------- |
| 2016 | Mejor actriz antagónica de serie | Carolina Gómez | Nominada  |